# Butler (Ohio)
Butler è un villaggio degli Stati Uniti d'America, situato nello stato dell'Ohio, nella contea di Richland.